# Philanthropin (Frankfurt am Main)
Das Philanthropin (Mit Betonung auf der letzten Silbe deutsch: „Stätte der Menschlichkeit“) war eine der Schulen der ehemaligen israelitischen Gemeinde in Frankfurt am Main. Es bestand von 1804 bis zur Schließung durch die Nationalsozialisten 1942. Mit bis zu 1.000 Schülern war es die größte und am längsten bestehende jüdische Schule in Deutschland.
Das denkmalgeschützte Gebäude im Stadtteil Nordend wurde 1908 nach Plänen von Georg Matzdorff (1863–1930) als Schulgebäude erbaut. Die künstlerische Gestaltung der Fassade stammte von Julius Obst (1878–1950). Seit dem Schuljahr 2006/2007 ist es Sitz der I. E. Lichtigfeld-Schule, einer Grundschule (Klassen 1–4) mit Gymnasium (zunächst Klassen 5–9; mittlerweile auch mit gymnasialer Oberstufe; in Form einer Ganztagsschule) der 1949 wiedergegründeten Jüdischen Gemeinde Frankfurts.
Nach dem Krieg hatte das Gebäude von 1954 bis 1978 als Verwaltungszentrum der Jüdischen Gemeinde gedient, die es 1978 an die Stadt verkaufte. Von 1986 bis 2004 war das Philanthropin ein städtisches Bürgerhaus und Sitz des Hoch’schen Konservatoriums.
Im März 2004 wurde das Philanthropin in einem Festakt wieder der Jüdischen Gemeinde übergeben und nach einem aufwändigen Umbau am 31. Oktober 2006 offiziell eröffnet.

## Geschichte
Die Gründung geht auf den Handelsmann und Kaiserlichen Hofagenten Mayer Amschel Rothschild zurück. 1803 gründete sein Buchhalter Siegmund Geisenheimer in der Frankfurter Judengasse eine Vereinigung zur Errichtung einer Schul- und Erziehungsanstalt für arme jüdische Kinder. 1804 wurde sie eröffnet; der Schulunterricht fand in der Judengasse statt. 1805 erteilte die Obrigkeit die Erlaubnis, außerhalb des Ghettos ein Schullokal in der Schäfergasse zu eröffnen. Erster Hauptlehrer und späterer Direktor der Schule war Michael Hess.

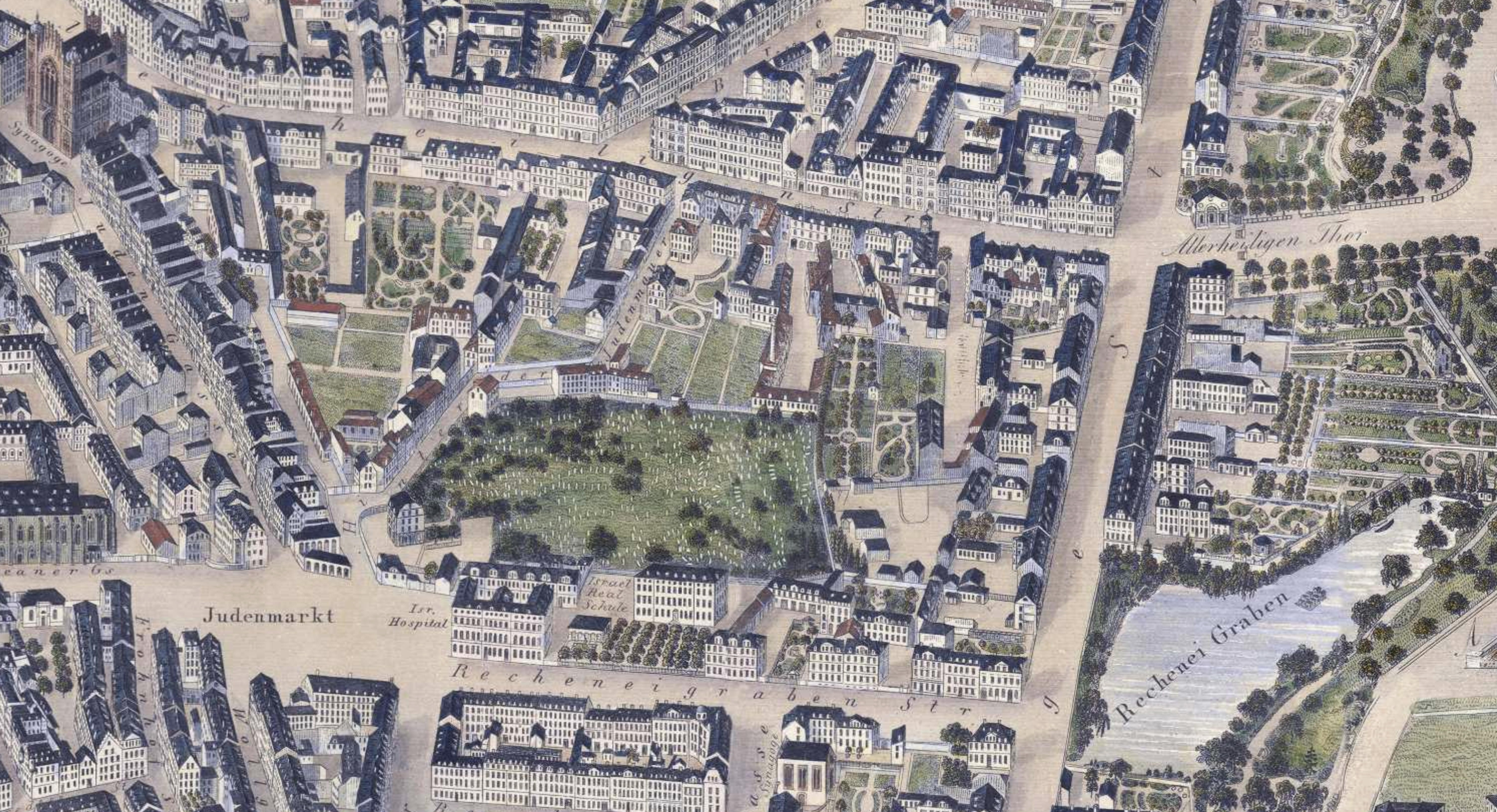
Standort des 1840 erbauten freistehenden Gebäudes des Philanthropins (im Plan bez. als Israel. Real-Schule) in der Recheneigraben-Straße südlich des Jüdischen Friedhofes, nahe Judenmarkt, Judengasse und Hauptsynagoge

Um 1840 wurde dann das Schulhaus der Israelitischen Gemeinde auf dem ehemaligen Holzhof der Juden in der Rechneigrabenstraße 14/16 erbaut. Es galt damals als schönstes Schulhaus der Stadt. 1845 wurde das Gebäude vom Philanthropin und der Volksschule bezogen, die vorher im Kompostellhof unmittelbar südlich vom Dominikanerkloster untergebracht waren. Als eine der ersten Schulen in Frankfurt erhielt das Philanthropin 1860 eine Turnhalle, die dann 1881/1882 durch ein neues Gebäude ersetzt wurde, das neben der Turnhalle auch eine Vorschule und eine Direktorwohnung enthielt. Von 1861 bis 1870 wirkte hier der Sprachforscher Lazarus Geiger als Lehrer. Im Jahre 1877 hatte das Philanthropin schließlich etwa 900 Schüler und bestand aus einer Vorschule, einer Realschule und einer Mädchenschule. Dies betraf die Amtszeit von Hermann Baerwald, der die Schule von 1868 bis 1899 leitete.
Im Jahre 1908 zog die Schule von der Rechneigrabenstraße in das nach den Plänen von Georg Matzdorff und Ernst Hiller (Ingenieur) errichtete Gebäude in der Hebelstraße 17 um. Direktor des Philanthropins zu dieser Zeit war Salo Adler, der seit 1900 die Schule leitete.
Als staatlich anerkannte Schule stand das Philanthropin von Anfang an auch nichtjüdischen Schülern offen. Sein Wahlspruch Für Aufklärung und Humanität war ein Hinweis darauf, dass es nach der Auflösung des Ghettos nun auch eine gewandelte und moderne Weltanschauung gab. Die am Philanthropin im 19. Jahrhundert tätigen Lehrer vertraten eine religiöse Reformbewegung, die die Ritualgesetze nicht mehr als bindend betrachtete und die weit über Frankfurt hinaus wirkte. Von 1855 bis zu seinem Tod 1867 war Sigismund Stern, ein Vertreter des liberalen Reformjudentums,  Direktor des Philanthropins. Bereits 1844 war es gelungen, den liberalen Rabbiner Leopold Stein zu engagieren, worauf der Oberrabbiner Trier sein Amt niederlegte. Dies führte zur Gründung der orthodoxen Israelitischen Religionsgesellschaft, die mit finanzieller Hilfe der Familie Rothschild eine eigene Synagoge und Schule erbaute. Sie entstanden 1851 auf dem Anwesen einer Steinmetzwerkstatt Ecke Rechneigrabenstraße/Schützenstraße.
Gegen Ende des 19. Jahrhunderts ging die Schülerzahl am Philanthropin auf etwa 450 zurück; die Kinder jüdischer Eltern besuchten immer mehr die allgemeinen Schulen der Stadt. Die jüdische Gemeinde musste schließlich mehr als die Hälfte ihres Steueraufkommens für das Philanthropin aufwenden. Seit Beginn des 20. Jahrhunderts zeigten sich wieder Ansätze einer stärkeren Re-Judaisierung, so dass sogar orthodoxe Eltern wieder ihre Kinder in das Philanthropin schickten. Ab 1928 war es möglich, die Schule vom Kindergarten bis zum Abitur zu besuchen.
Eine Blütezeit erlebte das Philanthropin zunächst in den 16 Jahren der Schulleitung durch Otto Driesen, der die Schule von 1921 bis zum 1. April 1937 leitete. Der Ex-Diplomat, Verfasser von Der Ursprung Des Harlekin (1904) und wissenschaftlich-pädagogischer Arbeiten wie Erziehung zur Freude als sittliche Grundhaltung (1928), entwickelte das Philanthropin von einer traditionellen jüdischen Schule zu einem fortschrittlichen Schulwerk. Mit der Erweiterung durch verschiedene Schulzweige bot das Philanthropin nun Betreuungs- und Ausbildungsmöglichkeiten vom Kindergarten bis zur Hochschulreife an. Unter anderem begründete Driesen bereits 1922 eine Frauenschule mit Internat. Diese im deutschen Reich einzigartige jüdische Frauenschule hatte sehr starken Zulauf aus allen Teilen des Landes und dem Ausland.
1921 wurde der Schulsportverein Philanthropin Frankfurt gegründet. Im Schuljahr 1928/29 hatte er 237 Mitglieder und umfasste damit rund ein Drittel der Schülerschaft. Unter anderem wurden im Schulsportverein Fußball, Handball, Leichtathletik, Turnen, Tischtennis und Gymnastik gepflegt.
Nach der nationalsozialistischen Machtergreifung 1933 verschlechterten sich die Bedingungen für die jüdische Gemeinde und das Philanthropin zunehmend. Driesen versuchte durch Palästina-Ausstellungen auf die Möglichkeiten dieses Landes hinzuweisen. Am 1. Oktober 1938 entzog das Reichsministerium für Wissenschaft, Erziehung und Volksbildung dem Philanthropin den Status einer öffentlichen Schule. Nach der Reichspogromnacht wurden zahlreiche Lehrer am Philanthropin verhaftet. Zwei von ihnen, Ernst Marbach und Henry Philipp, starben an den Folgen der Haft. Im April 1939 musste die jüdische Gemeinde das Gebäude für einen geringen Betrag an die Stadt verkaufen.
Am 1. April 1941 mussten die höheren Schulen geschlossen werden, am 30. Juni 1942 auch die Volksschule. Der Rabbiner Leopold Neuhaus und Oberkantor Nathan Saretzki leiteten im Philanthropin die letzten Gottesdienste der Frankfurter Juden. Bereits ab Dezember 1941 wurden Schüler und Lehrer des Philanthropins deportiert und die meisten von ihnen in den Konzentrationslagern ermordet.
Nach der Schließung des Philanthropins im Zweiten Weltkrieg diente das Gebäude zunächst dazu, Fremdarbeiter unterzubringen, dann als Reservelazarett, später als Zweigstelle des Bürgerhospitals und der Universitätsklinik.
Ab 1954 gehörte das Gebäude wieder der jüdischen Gemeinde, die hier ihre Verwaltung einrichtete. Außerdem befand sich im ehemaligen Turnsaal des Philanthropins das Kino Die Kurbel. Im April 1966 gab es einen erfolglosen Anlauf, das Philanthropin als Schule wiederzueröffnen. 1978 entschloss sich die jüdische Gemeinde, das Gebäude an die Stadt Frankfurt zu verkaufen, um mit dem Erlös das Jüdische Gemeindezentrum im Stadtteil Westend zu finanzieren. Die Stadt Frankfurt nutzte das Gebäude in der Folgezeit als Bürgerbegegnungsstätte und ließ es 1984–1989 aufwendig sanieren. Von 1986 bis 2004 war das Philanthropin Sitz des Hoch’schen Konservatoriums und Spielstätte des Freien Schauspiel Ensembles Frankfurt.
Danach wurde das Gebäude wieder zu einer Schule umgebaut, das Konservatorium bezog einen Neubau im Frankfurter Ostend. Die Umbaukosten des Philanthropins von über 15 Millionen Euro, ohne die Einrichtungskosten, wurden vom Land Hessen, der Stadt Frankfurt und der jüdischen Gemeinde getragen.

## Die I. E. Lichtigfeld-Schule
Die Jüdische Gemeinde Frankfurt am Main war nach dem Zweiten Weltkrieg die erste jüdische Gemeinde in Deutschland, die wieder eine Schule gründete. Die 1966 als Grundschule eingerichtete I. E. Lichtigfeld-Schule ist nach ihrem Gründer Isaak Emil Lichtigfeld benannt, der von 1954 bis 1967 Landesrabbiner von Hessen und Gemeinderabbiner in Frankfurt war.
Zu Beginn des Schuljahres 2006/07 zog die Schule, die seit 1966 im Jüdischen Gemeindezentrum im Frankfurter Westend untergebracht war, mit ihren nun 445 Schülern und rund 60 Lehrern ins Philanthropin um. Die Schule war zuvor eine Grundschule mit Eingangs- und Förderstufe, die zur Ganztagsschule mit gymnasialer Mittelstufe (Sekundarstufe I) erweitert wurde. Es gibt eine Mensa, in der die Schüler speisen können.
Die Grundschule hat eine zweijährige Eingangsstufe, bereits mit 30 Unterrichtsstunden in der Woche, und der darauffolgenden dreijährigen differenzierten Grundstufe. Die Kinder werden bereits mit fünf Jahren aufgenommen und unterliegen von da an der Hessischen Schulpflicht. Alle Schüler zahlen ein nach Jahrgängen gestaffeltes monatliches Schulgeld von nicht geringer Höhe. Sozial benachteiligte Familien und Familien, die mehrere Kinder als Schüler angemeldet haben, können auf Antrag eine Ermäßigung erhalten.
Ab dem Schuljahr 2008/09 wurde die zweijährige Eingangsstufe wegen des enormen Schülerzuwachses wieder zurück in das Jüdische Gemeindezentrum im Frankfurter Westend verlegt.
Die Schule hat auch das Ziel, ihren Schülern jüdische Traditionen und Lebensweise, Kenntnisse in jüdischer Religion und hebräischer Sprache (Iwrit) zu vermitteln. Auch der Profanunterricht (weltlicher Elementarunterricht) wird teilweise mit jüdischen Themen vernetzt. Beispielsweise werden im Fach Deutsch auch jüdische und israelische Autoren behandelt, in der Gemeinschaftskunde ist der Holocaust Thema. Alle Schüler besuchen ein ehemaliges Konzentrationslager. Es werden auch nichtjüdische Schüler aufgenommen. Der Lehrkörper besteht nur zum Teil aus jüdischen Lehrkräften.
Im Sommer 2021 legten die ersten Schülerinnen und Schüler der Lichtigfeld-Schule ihr Abitur ab. Es waren nach mehr als 80 Jahren die ersten Abiturienten einer jüdischen Schule in Frankfurt am Main.

## Bekannte Lehrer
- Joseph Johlson (1777–1851), Reformpädagoge und jüdischer Theologe, 1813 bis 1830 Religionslehrer am Philanthropin
- Joseph Franz Molitor (1779–1860), Schriftsteller
- Michael Hess (1782–1860), 1807–1855 Direktor des Philanthropins
- Johann Konrad Nänny (1783–1847), Pädagoge und Lyriker
- Adolf Sabor (1841–1907), Politiker (SPD)
- Selly Gräfenberg (1863–1921), Anglist und Romanist
- Otto Driesen (1875–1943), Direktor von 1921 bis April 1937, danach Emigration nach Frankreich un von dort aus Deportation ins Vernichtungslager Sobibor
- Leopold Neuhaus (1879–1954), Rabbiner
- Albert Hirsch (* 9. August 1888 in Frankfurt-Bockenheim[7]; † 18. Juni 1975 in Iowa) war seit 1934 Lehrer am Philantropin und vom 1. April 1937 bis August 1939 dessen Direktor. Nach den November-Pogromen 1938 wurde Hirsch im KZ Buchenwald interniert. Nach seiner Freilassung konnte er mit seiner Familie am 16. August 1939 nach England emigrieren. Im Juli 1946 übersiedelten sie in die USA, wo Hirsch fortan als Professor für Fremdsprachen am Buena Vista College in Storm Lake tätig war.[4][8]
- Ernst Marbach (1893–1939), Klassischer Philologe
- Aenne Schmücker (1893–1985), Ethnologin
- Henry Philipp (1896–1940) ist einer der von Peter Bloch (siehe Literatur) erwähnten Lehrer. Unterlagen der Arolsen Archives verweisen auf eine Akte der Devisenstelle Frankfurt am Main vom 26. Mai 1939, nach der der „D.Jude“ Dr. Henry Abraham Philipp (* 15. September 1896) über England nach Amerika ausgewandert sei. Eine am 2. Oktober 1947 vom Standesamt Frankfurt nachträglich ausgestellte Sterbeurkunde, die ebenfalls zum Bestand der Arolsen Archives gehört, zeigt aber, dass es zu dieser Auswanderung nicht mehr kam. Der in Hamburg geborene „Oberlehrer Henry Abraham Philipp“ war am 29. März 1940 in Frankfurt verstorben. Als Todesursache ist auf der Urkunde „Leberschrumpfung“ eingetragen. Tatsächlich aber starb er aber wie Ernst Marbach aufgrund der gesundheitlichen Schäden in Folge seiner Internierung im KZ Buchenwald nach den November-Pogromen von 1938.[4]
- Hans Leo Epstein (1905–1967), Germanist, 1937 Emigration in die USA

## Bekannte Schüler
- Wilhelm Bonn (1843–1910), Bankier und Mäzen
- John Elsas (1851–1935), Börsenmakler und Künstler
- Sigmund Schott (1852–1910), Bankdirektor, Literaturkritiker und Journalist
- Ernst Flersheim (1862–1944), Kaufmann, Unternehmer, Kunstsammler und -mäzen
- Moritz Julius Bonn (1873–1965), Nationalökonom, Professor, Publizist
- Josef Horovitz (1874–1931), Orientalist
- Julius Obst (1878–1950), Bildhauer